# Modalism
Modalismul (din latină modus=mod) a fost un curent trinitar care a apărut în Asia Mică și s-a dezvoltat la Roma, unde a fost propagat de Praxeas către anul 190 d.C., de Noetus și apoi de Sabellius (către anul 200 d.C.), de unde și sinonimul de „Sabelianism”. Potrivit acestui curent, Dumnezeu s-ar fi revelat succesiv în trei forme diferite: Tatăl (care a creat lumea materială și a dat legea mozaică), Fiul (care a salvat lumea) și Spiritul. În acest fel, persoanele divine nu ar fi real distincte, între Tată și Fiu neexistând nici o deosebire.